# Loi d'immigration Johnson-Reed de 1924
L'Immigration Act of 1924, aussi appelé loi Johnson-Reed, est une loi fédérale promulguée le 26 mai 1924 aux États-Unis d'Amérique par le président Calvin Coolidge pour limiter l'immigration. Cette loi renforce et pérennise l'Emergency Quota Act de 1921, en diminuant les quotas d'immigration. Ainsi, la loi Johnson-Reed limite à 2 % par an l’entrée de nouveaux immigrés, par rapport au nombre de résidents de chaque nationalité vivant aux États-Unis, que l’on calcule désormais sur le recensement de 1890. 
Cette loi vise en particulier les immigrés en provenance d'Asie, et va plus loin que la loi d'exclusion des Chinois de 1882 en interdisant l'entrée à l'ensemble de la population chinoise et en étendant les restrictions à d'autres groupes d'immigrants asiatiques, et, dans une moindre mesure, aux personnes originaires de l'Est et du Sud de l'Europe selon une vision antisémite de ses défenseurs ; en revanche, elle ne s'applique pas aux personnes originaires du continent américain.

## Contexte
La loi d'immigration Johnson-Reed est proposée dans un contexte de forte xénophobie visant les immigrants d'Europe orientale et méridionale comme les Juifs issus des pays slaves, les Italiens, les Grecs, les Slaves et les Asiatiques,. 
En 1920, le sénateur républicain William P. Dillingham (en) propose une loi qui limiterait les quotas d'immigration aux États-Unis à trois pour cent de la population totale des personnes nées à l'étranger pour chaque nationalité, ce qui limiterait le nombre des visas à 350 000 par an. Le président Woodrow Wilson s'y oppose et utilise son droit de veto. En 1921, le président Warren Harding convoque le Congrès en session extraordinaire pour réexaminer le projet de loi et le faire voter. Les débats commencent en 1924 et une majorité fait baisser les quotas de trois à deux pour cent. La loi finale est écrite par le représentant (député) Albert Johnson (congressman) (en), président du House Immigration Committee (Commission de l'immigration),,,. 
Albert Johnson était influencé aussi bien par l'eugénisme et le nordisme de Madison Grant (auteur d'un livre édité en 1916, The Passing Of The Great Race)  et par l'idéologie raciste et suprémaciste du Ku Klux Klan influente dans les états du Sud, il n'est pas établi qu'il ait été un Klansman, mais il était membre d'une loge maçonnique proche du Klan,. 

## Dispositions
La loi Johnson-Reed ne s'applique pas aux personnes originaires du continent américain. En revanche elle exclut une grande partie des Asiatiques par une disposition immédiate. Pour les personnes venant des autres régions du monde, la loi limite le nombre d'immigrants ayant une nationalité à 2 % de la population de cette nationalité présente sur le territoire États-Unis en 1890. Cette loi touche particulièrement les personnes venant de l'est et du sud de l'Europe, qui étaient encore relativement peu nombreuses en 1890.

## Vote
La loi Immigration Act est votée, le 15 mai 1924, par 308 voix contre 62 à la Chambre des représentants et par 69 voix contre 9 au Sénat, puis promulguée par le président Calvin Coolidge le 26 mai 1924.

## Effets de la loi

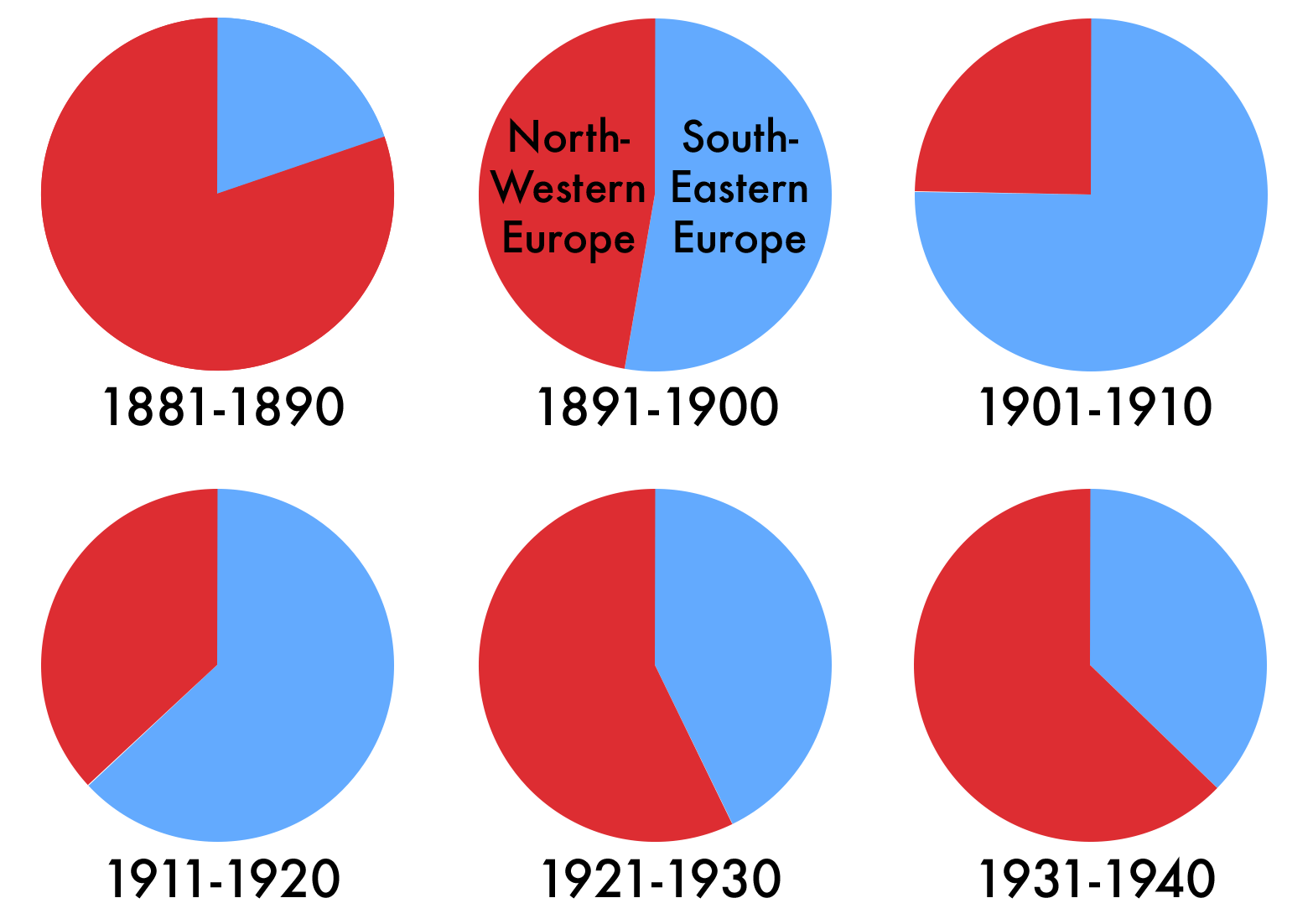
Proportion relative de l'immigration en provenance du nord-ouest (en rouge) et du sud-est (en bleu) de l'Europe vers les États-Unis 1881-1940. Les effets de la législation dans les années 1920 sont visibles.

Dans les années 1900-1910, si environ 200 000 Italiens émigrèrent chaque année, l'imposition du quota de 1924 eut pour effet que seulement quatre mille d'entre eux furent autorisés à pénétrer aux États-Unis. Durant la même période, le quota annuel pour l'Allemagne était de plus de 57 000 entrées. 86 % des 165 000 autorisations d'immigration étaient réservées à des immigrants venus de l'Europe du nord-ouest et de la Scandinavie[réf. nécessaire].
La United States Border Patrol, police des frontières, est créée par cette loi pour les surveiller.
La loi resta en vigueur jusqu'aux mouvements de droits civiques et la loi sur l'immigration et la nationalité de 1965 qui supprima les quotas d'immigration basé sur la nationalité.